# St. Jakob-Park
Stadion St. Jakob-Park u Baselu službeno je otvoren 15. ožujka 2001. godine. Na njemu domaće utakmice igra FC Basel. Na lokalnom jeziku St. Jakob-Park zovu Joggeli. Kapacitet mu iznosi 38 500 odnosno 42 500 gledatelja (ovisi kako se sjedišta slože). Ujednom je i najveći stadion Švicarske.
St. Jakob-Park se stadion nalazi u jugu grada Basela. Tramvajska linija 14 (Basler Verkehrs-Betriebe (BVB)) povezuje stadion s gradskim središtem Basela.

## Službena stranica
- Službena stranica St. Jakob-Parka